# 予備校ブギ
『予備校ブギ』（よびこうブギ）は、1990年4月20日から7月6日まで毎週金曜日21:00 - 21:54に、TBS系の「金9ドラマ」枠で放送された日本のテレビドラマ。主演は緒形直人。
脚本は遊川和彦。なお、ブギ3部作として同じく遊川和彦の脚本で、『ママハハ・ブギ』、『ADブギ』がある。

## あらすじ
受験生の茂樹（緒形直人）は、第一志望の早稲田大学法学部の入試に向かう電車内で女性に痴漢と間違えられ、最悪の受験となる。当然、結果は不合格。浪人生となってしまった。
予備校初日にあるきっかけで、茂樹は同じ私大文系コースの一郎（的場浩司）と薫（織田裕二）と知り合う。さらに、英文解釈の授業に現れた講師は、茂樹を痴漢と間違えた女性、小野雪（田中美佐子）だった。
茂樹、一郎、薫の予備校生3人が、小野雪や女子大生のめぐみ（渡辺満里奈）、津田塾に学籍がありながら東大が諦められず仮面浪人生となった美幸（長谷川真弓）、薫につきまとうフリーターの真弓（深津絵里）らと係わりつつ、お互いの境遇や想いに悩み、時には楽しく、時にはぶつかり合いながら、志望校合格を目指し、ある者は新たな道を歩みだす。

## キャスト
主要人物
- 上条茂樹（一浪） - 緒形直人
- 橘薫（二浪） - 織田裕二
- 村田一郎（一浪） - 的場浩司

主要人物に関わりのある女性
- 小野雪（予備校英語教師） - 田中美佐子
- 堀川めぐみ（女子大生） - 渡辺満里奈
- 山内美幸（一浪） - 長谷川真弓
- 島岡真弓（フリーター） - 深津絵里

上条家
- 上条実（茂樹の父） - 伊東四朗
- 上条真理子（茂樹の母） - 白川由美
- （茂樹の兄） - 筒井巧
- （茂樹の兄嫁） - 速川明子
- （茂樹の妹） - 鈴木美恵

村田家
- 村田和正（一郎の父） - 石倉三郎
- 村田秀子（一郎の母） - 猪俣光世

橘家
- 橘智恵（薫の母） - 范文雀

その他
- 吉田秋彦（予備校のチューター） - 松澤一之
- 佐藤公介（小野雪の恋人） - 所ジョージ
- 茂樹の同窓生 - 福原直英（第5話）（現・フジテレビアナウンサー）
- キャバクラの店員役 - 段田安則

## スタッフ
- 脚本 - 遊川和彦
- プロデューサー - 八木康夫、伊藤一尋
- 演出 - 遠藤環、吉田健、伊藤一尋
- 主題歌 - フリッパーズ・ギター「恋とマシンガン」
- 制作補 - 貴島誠一郎
- 制作 - TBS

## 放送日程
| 各話   | 放送日  | サブタイトル               | 演出     | 視聴率 |
| ------ | ------- | -------------------------- | -------- | ------ |
| 第1話  | 4月20日 | 恋の第一志望               | 遠藤環   | 19.5%  |
| 第2話  | 4月27日 | 恋のサクラチル             | 遠藤環   | 16.7%  |
| 第3話  | 5月04日 | 恋の一夜づけ               | 吉田健   | 14.2%  |
| 第4話  | 5月11日 | 恋の試験に範囲はありません | 吉田健   | 16.2％ |
| 第5話  | 5月18日 | 先生が好きです!            | 遠藤環   | 17.4%  |
| 第6話  | 5月25日 | 恋に参考書はない           | 遠藤環   | 13.5%  |
| 第7話  | 6月01日 | 子の心 親知らず            | 吉田健   | 15.9%  |
| 第8話  | 6月08日 | 恋の合格圏突入             | 遠藤環   | 12.9%  |
| 第9話  | 6月15日 | 失恋ゼミナール             | 遠藤環   | 18.1%  |
| 第10話 | 6月22日 | 悪友は親友の卵             | 吉田健   | 14.8%  |
| 第11話 | 6月29日 | 今夜、重大発表!            | 伊藤一尋 | 15.5%  |
| 最終話 | 7月06日 | 合格発表                   | 遠藤環   | 18.3%  |

## 備考
- 予備校を舞台としていることや登場人物の設定が、放映当時に人気だった原秀則のマンガ『冬物語』に酷似しており、パクリ脚本ではないかという噂が取りざたされた。
- このドラマがきっかけで緒形直人と的場浩司は仲良くなり、その後は一緒に仕事（ニッポン放送『緒形君と的場君』NHK『信長 KING OF ZIPANGU』など）をしたり、プライベートでも行き来するようになった。
- 後に私大バブルの社会の空気感を描いた作品として引用されるようになった。